# 北卡羅萊納州第十二國會選區
北卡罗来纳州第十二國會選區（英語：North Carolina's 12th congressional district）是美国北卡罗来纳州的國會選區之一，當前眾議員 為民主黨籍的艾爾瑪·亞當斯，自2019年1月3日上任。

## 概要
本選區在2003年至2016年間是美國「集中選票」的例子之一。這個選區中的居民主要是投票給民主黨人的非裔美国人。